# Harlem (Geórgia)
Harlem é uma cidade localizada no estado americano de Geórgia, no Condado de Columbia.

## Demografia
Segundo o censo americano de 2000, a sua população era de 1814 habitantes.
Em 2006, foi estimada uma população de 1802, um decréscimo de 12 (-0.7%).

## Geografia
De acordo com o United States Census Bureau tem uma área de 6,5 km², dos quais 6,5 km² cobertos por terra e 0,0 km² cobertos por água. Harlem localiza-se a aproximadamente 167 m acima do nível do mar.

## Localidades na vizinhança
O diagrama seguinte representa as localidades num raio de 24 km ao redor de Harlem.